# Selma Selman
Selma Selman (Bihać, 1991) es una artista visual y performer bosnio-estadounidense de origen gitano, así como activista cultural y social. Vive y trabaja entre Bihać y Nueva York.

## Trayectoria
Nació en Bihać y creció en un asentamiento romaní. Estudió pintura en la Academia de Bellas Artes de Banja Luka. Ha participado en la Academia de Verano en Salzburgo (con Tania Bruguera como mentora) y en el Programa de Preparación para Graduados Roma de un año en la Universidad Central Europea en Budapest. Tiene una Maestría en Bellas Artes en Arte Transmedia, Visual y Escénico por la Universidad de Siracusa.
Trabaja con una variedad de técnicas y medios clásicos y modernos y con nuevas tecnologías. Está especialmente relacionada con las prácticas de recolección y reciclaje de los gitanos, pero también con la destructividad. A través de su arte, cuestiona las posiciones de gitanos, mujeres y migrantes en los procesos de discriminación y emancipación.
Organizó su primera exposición individual "Yo existo" en colaboración con la curadora Jasmina Tumbaš en 2016 en Búfalo (estado de Nueva York). Expone activamente, participa en festivales y ha ganado varios premios. Es la fundadora de la organización Marš u školu / Get the heck back to school, que otorga becas a jóvenes gitanas y las estimula y ayuda a completar la educación primaria. Selman es considerada la artista joven más popular de Bihać y Bosnia y Herzegovina tras ganar el Premio Zvono.